# Bulbophyllum absconditum
Bulbophyllum absconditum är en orkidéart som beskrevs av Johannes Jacobus Smith. Bulbophyllum absconditum ingår i släktet Bulbophyllum och familjen orkidéer.

## Underarter
Arten delas in i följande underarter:
- B. a. absconditum
- B. a. hastula